# Julius Scheiner
Julius Scheiner (25 novembre 1858 – 20 décembre 1913) est un astronome prussien, né à Cologne et ayant fait ses études à Bonn.

## Biographie
Il devient assistant à l'observatoire astrophysique de Potsdam en 1887 et observateur en chef en 1898, trois ans après sa nomination à la chaire d'astrophysique à l'Université de Berlin.
Scheiner accorde une attention particulière à la photographie céleste et écrit Die Spektralanalyse der Gestirne (1890), Lehrbuch der Photographie der Gestirne (1897), Strahlung und Temperatur der Sonne (1899), Der Bau des Weltalls (1901, troisième édition, 1909). En 1899, il a commencé la publication de la Photographische Himmelskarte. Zone +31° bis +40° Deklination.
Il est également crédité du développement du premier système de mesure de la sensibilité des émulsions photographiques en 1894, Scheinergrade, qui a également inspiré plus tard le standard DIN 4512 de mesure de la sensibilité des films photographiques. Il est enterré à l'ancien cimetière de Potsdam.